# La Décision
La Décision (Die Massnahme) est une pièce de théâtre didactique du dramaturge allemand Bertolt Brecht écrite en 1929 et 1930, et mise en musique par Hanns Eisler (La Mesure).

## Résumé
Quatre agitateurs communistes russes reviennent d'une mission de propagande en Chine, où ils étaient chargés de former les travailleurs et de les organiser afin de susciter un soulèvement. De retour à Moscou, ils informent la direction du parti (incarnée par le chœur), qu'ils ont dû prendre la décision de supprimer un jeune camarade rencontré en cours de route. Ils racontent, en jouant les différentes étapes de leur voyage, comment et pourquoi ils en sont arrivés à prendre cette décision, finalement approuvée par le parti.

## Style
Cette pièce est une pièce didactique (Lehrstück en allemand), ce qui signifie que ce sont principalement les acteurs qui doivent apprendre de la pièce, en réfléchissant à la situation des personnages. Les effets de distanciation mis en place par Brecht dans cette pièce sont évidents, effets qui la font souvent du même coup appartenir au théâtre épique, par opposition au théâtre aristotélicien.